# Silver Beach Provincial Park
Der Silver Beach Provincial Park (teilweise auch nur Silver Beach Park) ist ein Provincial Park im Südwesten der kanadischen Provinz British Columbia. Der etwa 129 Hektar (ha) große Park liegt nordnordöstlich von Sicamous im Columbia-Shuswap Regional District.

## Anlage
Der Park liegt im nördlichen Bereich des Shuswap Lake, am nördlichen Ende des Seymour Arm, an der Einmündung des Seymour Rivers in den See. Dabei umfasst der in den Randbereichen des Shuswap Highland gelegene Park etwa 101 ha Landfläche sowie etwa 28 ha Wasser- und Uferfläche. Der Park gliedert sich in drei Teilstücke. Das größte ist das im Westen gelegene, in dem auch der Seymour River in den See mündet. Die beiden anderen, erheblich kleineren Parkteile liegen östlich davon, aber ebenfalls am See. An die drei Parkteile grenzt mit „Seymour Arm“ eine kleine unselbständige Siedlung (ein unincorporated area).
Bei dem Provinzpark handelt es sich um ein Schutzgebiet der IUCN-Kategorie II (Nationalpark).
Weiterhin liegen am Shuswap Lake mit dem Anstey Hunakwa Provincial Park, dem Cinnemousun Narrows Provincial Park, dem Herald Provincial Park, dem Shuswap Lake Provincial Park, dem Shuswap Lake Marine Provincial Park und dem Tsútswecw Provincial Park noch weitere der Provincial Parks in British Columbia. Den Seymour River flussaufwärts liegt mit dem Upper Seymour River Provincial Park ein weiterer Provinzpark.

## Geschichte
Der Park wurde am 18. September 1969, zeitgleich mit zwei weiteren Provinzparks, errichtet. Im Laufe seines Bestehens wurde mehrmals seine Größe und/oder die Rechtsgrundlage für seinen Schutz geändert.
Wie jedoch grundsätzlich bei allen Provinzparks in British Columbia gilt auch für diesen, dass die Gegend, lange bevor sie von europäischen Einwanderern besiedelt oder sie Teil eines Parks wurde, Jagd- und Siedlungsgebiet verschiedener Gruppen der First Nations, hier Gruppen der Secwepemc, war.

## Flora und Fauna
Mit dem Biogeoclimatic Ecological Classification (BEC) Zoning System wird das Ökosystem von British Columbia in verschiedene biogeoklimatische Zonen eingeteilt. Biogeoklimatische Zonen zeichnen sich durch ein grundsätzlich identisches oder sehr ähnliches Klima sowie gleiche oder sehr ähnliche biologische und geologische Voraussetzungen aus. Daraus resultiert in den jeweiligen Zonen dann grundsätzlich auch ein sehr ähnlicher Bestand an Pflanzen und Tieren. Innerhalb dieser Systematik wird der Park der Interior Cedar—Hemlock zugeordnet.

## Aktivitäten
Der Park verfügt nur über einfache touristische Infrastruktur. Neben einem Picknick- und einem einfachen Sanitärbereich verfügt er über 30 Stellplätze für Wohnmobile und Zelte, die im mittleren der drei Parkbereiche liegen.